# 本八幡市
本八幡市（もとやわたし）という自治体名は実際にはありません。
本八幡駅、京成八幡駅のある千葉県市川市の地名だとしたら、
もしかして
- 八幡 (市川市)
- 南八幡
- 市川市

のいずれかではありませんか？